# Centre culturel Heydar-Aliyev

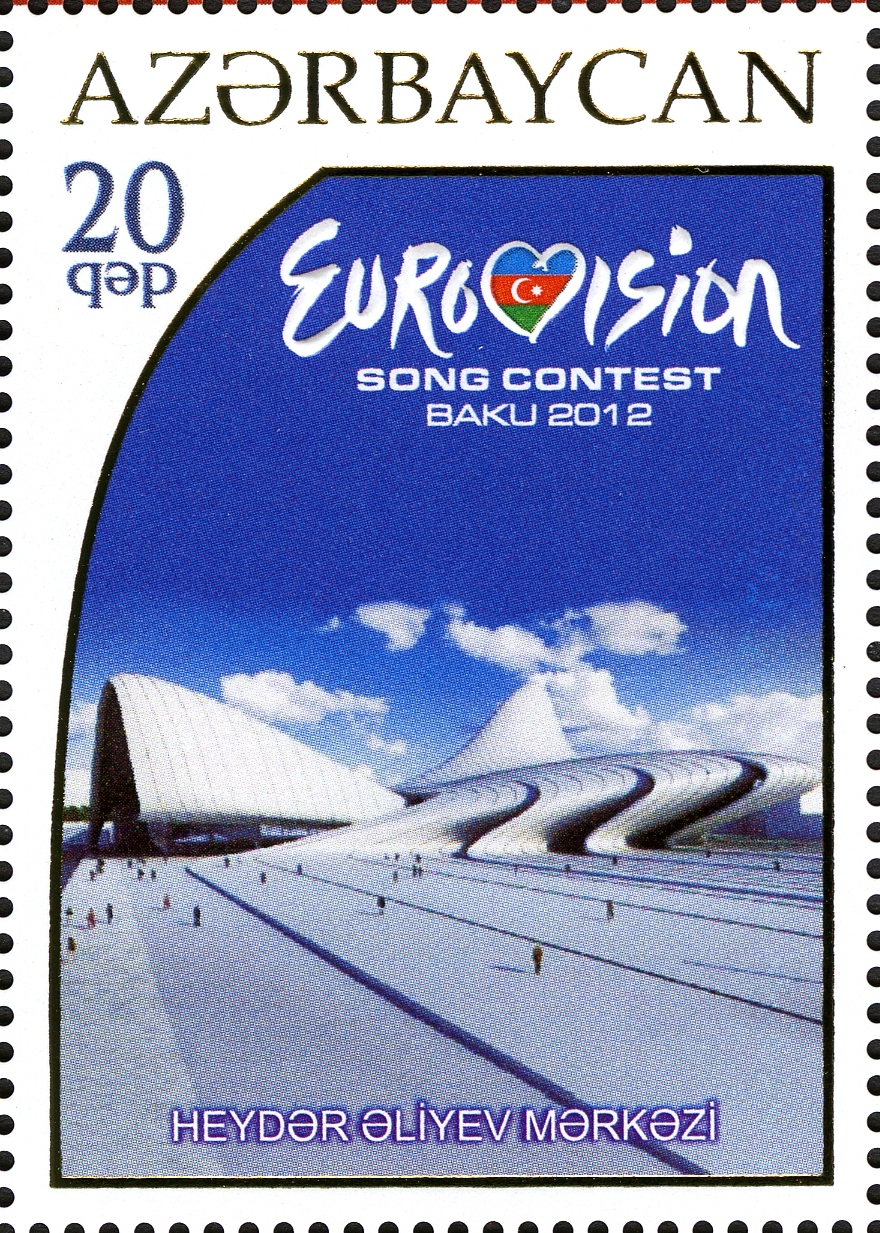
Timbre émis lors de l'organisation du concours de l'Eurovision 2012 à Bakou.

Le centre culturel Heydar-Aliyev (en azéri : Heydər Əliyev Mərkəzi) est un complexe édifié sur l'avenue Heydar-Aliyev (az) de la ville de Bakou, capitale de l'Azerbaïdjan. Il comprend un centre de congrès, un musée, une bibliothèque et un parc. Ce complexe a été conçu en 2007 par l'architecte irakienne Zaha Hadid. Il est nommé d'après Heydar Aliyev, leader de l'ère soviétique en Azerbaïdjan de 1969 à 1982, et président de l'Azerbaïdjan d'octobre 1993 à octobre 2003.
Le centre culturel Heydar-Aliyev est devenu le symbole du Bakou moderne, il incarne l'essor et le développement dynamique du pays.

## Présentation
En 2011, la construction du bâtiment a été évoquée dans le 72e épisode de l'émission Extreme Engineering (connue également sous le nom de Build It Bigger) (épisode « Azerbaijan's Amazing Transformation »), diffusée sur la chaîne Discovery Channel et Science et dédiée aux projets d'ingénierie les plus ambitieux. Au cours de cet épisode, l'animateur Danny Forster parlait du Centre Heydar-Aliyev de la manière suivante : « Ce n'est pas seulement un centre culturel. C'est une façon d'affirmer sa place dans le monde ».
Le 10 mai 2012, le centre est inauguré et la cérémonie est aussi consacrée au 89e anniversaire de la naissance de Heydar Aliyev. Le Président de la République d’Azerbaïdjan Ilham Aliyev, son épouse et les membres de leur famille y participent.
Le 3 juillet 2012, la cérémonie officielle de départ de la délégation azerbaïdjanaise aux XXXe Jeux olympiques d’été de Londres s'est tenue dans le centre. Ont pris part à la cérémonie le président Ilham Aliyev, également président du Comité national olympique, et son épouse, Mehriban Aliyeva. Dans le hall du centre Heydar-Aliyev ont été exposées des photographies illustrant le mouvement olympique en Azerbaïdjan.
Si le bâtiment lui-même est largement salué par les observateurs, l’architecte est critiquée dans de nombreux cercles. En effet, le bâtiment a été nommé en l'honneur de l'ancien dirigeant de l'Azerbaïdjan, Heydar Aliyev, et commandé par son fils, Illham, qui est devenu président après la mort de son père en 2003. Or le régime des deux dirigeants est souvent qualifié d’autoritaire voir dictatorial par les ONG ayant attrait aux droits de l'homme. Plusieurs critiques d'architecture qui admirent l'œuvre elle-même remettent en question le fait qu’un édifice commémorant un dirigeant controversé reçoive le « prix du design de l'année » par le London Design Museum. D’autre pointent les conditions de constructions polémiques,.

## Caractéristiques architecturales
La construction, toute en courbes, se développe en tout sur neuf étages. Le parc compte trois bassins décoratifs.
- Superficie totale : 15,93 hectares
- Partie construite : 101 801 m2 (57 519 m2 au sol)
- Parc : 13,58 hectares
- Point le plus haut du bâtiment : 74,1 m

Le bâtiment principal se compose de trois parties :
- Le musée Heydar Aliyev : s'y trouvent des salles d'exposition, des bureaux et une cafétéria ;
- Une bibliothèque, avec un restaurant ;
- Un centre de conférences : cette section comprend un auditorium de 1 000 places, des salles de conférence et de réunion, un bar et un restaurant.

## Incendie
Le 20 juillet 2012, à 11 h 30, un incendie s'y est déclaré. Le toit d'une des trois sections du bâtiment s'est enflammé. L'incendie sera maîtrisé assez rapidement, il n'y aura aucun blessé et la partie intérieure du complexe n'a pas été endommagée.